# Roberto Mouras
Roberto José Mouras (Moctezuma, Provincia de Buenos Aires; 16 de febrero de 1948-Lobos, Provincia de Buenos Aires; 22 de noviembre de 1992) fue un piloto argentino de automovilismo. Durante toda su trayectoria, supo cosechar un total de 50 triunfos con las marcas Chevrolet y Dodge, más tres campeonatos con esta última en Turismo Carretera: el trienio 1983, 1984 y 1985.
Desarrolló su carrera deportiva casi con exclusividad dentro de esta categoría, siendo uno de sus más destacados representantes.

## Primeros años
Roberto José Mouras nació el 16 de febrero de 1948 en la localidad bonaerense de Moctezuma, ubicada a 30 kilómetros de Carlos Casares. Hijo de María Inés Serrani y de Roberto Mouras, jefe de la estación local de tren.
Cursó la secundaria en el colegio Juan XXIII de Carlos Casares, donde se había mudado con su familia. Hizo atletismo y jugó al fútbol en el Club Atlético de Casares. Hizo sus primeras armas sobre un Ford de 1939, y al terminar la escuela secundaria, comenzó con un IKA Bergantín a participar en carreras de regularidad.

## Trayectoria

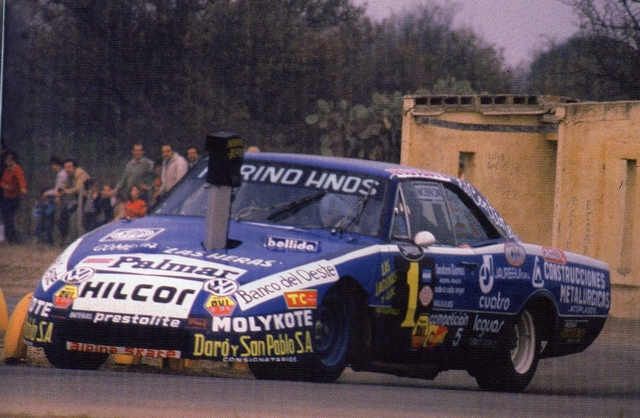
Dodge GTX de Mouras en 1984.

Mouras debutó en el automovilismo en 1966, compitiendo en circuitos zonales a bordo de un Chevrolet 400. En 1967 compitió en carreras de la categoría zonal costera de la Provincia de Buenos Aires, que sería conocida más tarde como la "Mar y Sierras", también con una unidad Chevrolet 400.
Su debut a nivel nacional llegó en 1968, cuando decidió ingresar al Turismo Anexo J (hoy Turismo Nacional), aunque en esta oportunidad lo haría a bordo de un cupé IKA Torino. Su carrera deportiva siguió dentro de esta categoría hasta 1970, cuando debutó oficialmente en el Turismo Carretera a bordo de otro cupé Torino.
En 1975 cambió por primera vez de marca al pasarse a Chevrolet, conduciendo un Chevy con el que en 1976 obtuvo 6 victorias consecutivas. El vehículo con el cual estableció esa marca pintaba ese año en sus laterales el número 7 y era patrocinado por la marca de whiskies Old Smuggler, motivo por el que el coche lucía pintado completamente de dorado. Esa conjunción del color del patrocinante con su número identificatorio, fueron motivos para bautizar a esa unidad con el nombre de «El 7 de Oro».
En 1980 cambió por segunda vez de marca, al pasar de Chevrolet a Dodge, marca con la cual obtuvo sus tres títulos de campeón en 1983, 1984 y 1985, más un pequeño torneo realizado en el segundo semestre de 1981 para regularizar los calendarios y para homenajear a Antonio Lizeviche y Víctor Galíndez, fallecidos durante la Vuelta de 25 de Mayo de inicios de ese año. En 1986 retornó a la marca Chevrolet prometiendo buscar el campeonato con la que, según sus propias palabras, era «la marca de sus amores».

### Muerte
Falleció el 22 de noviembre de 1992, durante el desarrollo de la denominada Vuelta de Lobos, penúltima fecha del campeonato de ese año. En el décimo giro de la competencia, el Chevrolet número 9 que piloteaba Mouras sufriría el estallido del neumático delantero izquierdo, haciéndole perder el control del coche y chocando de lleno el lateral izquierdo del auto contra un talud de tierra. Miembros de su equipo no descartaron la rotura de un tensor y hasta fallas en los frenos. La violencia del impacto causó que el lateral se hundiera hasta donde se ubicaba la butaca de Mouras, provocándole la muerte de manera casi instantánea. En el accidente, también resultó herido su copiloto Amadeo González, quien terminaría falleciendo dos días después. González se desempeñaba también como ayudante de mecánica en el taller del motorista Jorge Pedersoli, responsable de la preparación del Chevy de Mouras.
La competencia fue suspendida inmediatamente con bandera roja, dando como resultado final la clasificación de la vuelta anterior al accidente, siendo Mouras declarado como ganador de dicha carrera.

## Reconocimientos
En su memoria, el autódromo de La Plata lleva su nombre, como así también, fue levantado un museo temático en su ciudad natal Carlos Casares sobre su vida y trayectoria deportiva.